# Lusità
|  | Per a altres significats, vegeu «lusitans». |

El lusità (anomenat així pel nom de la tribu dels lusitans) va ser una llengua paleohispànica indoeuropea. Hi ha hagut suport per a una connexió amb les antigues llengües itàliques o amb les llengües celtes. Es coneix per sis inscripcions importants, datades de prop de l'any 1 dC., a més de per nombrosos topònims i teònims. La llengua es parlava al territori habitat per tribus lusitanes, des del Duero fins al Tajo, territori que avui cau al centre de Portugal i l'oest d'Espanya.

## Classificació i llengües relacionades

### Teoria celta
Estudiosos com Untermann (1987) identifiquen radicals toponímics i antroponímics que estan clarament relacionats amb materials celtes: briga 'turó, fortificació', bormano 'tèrmic' (Cf. teònim Bormo), karno 'cairn', krouk 'turó, túmul', crougia 'monument, altar de pedra', etc. Altres, com Anderson (1987), assenyalen resultats de comparacions inscripcions entre Lusitània i Gallaecia que, segons ells, mostren, de manera una mica indirecta, que el lusità i el galaic formaven un grup lingüístic homogeni. Els noms divins indígenes a Portugal i Galícia solen girar al voltant dels déus o deesses Bandu (o Bandi), Cossu, Nabia i Reve:
- Bandei Brialcacui (Beira-Baixa)
- Coso Udaviniago (La Corunya)
- Cosiovi Ascanno (Astúries)
- deo domeno Cusu Neneoeco (Douro)
- Reo Paramaeco (Lugo)
- Reve Laraucu (Ourense)
- Reve Langanidaeigui (Beira-Baixa)

El nom diví lusità i galaic Lucubos, per exemple, també apareix fora de la península, en plural, a l'Helvècia celta, on la forma nominativa és Lugoves. Lug també era un déu irlandès, i l'antic nom de Lió era Lug dunum i pot tenir una connexió amb la paraula lusitana i galaica, cosa que suggereix, per tant, un continu dialectal celtibèric del nord-oest amb el lusità com a dialecte, i no pas com a llengua aïllada. Lingüistes destacats com Ellis Evans creuen que el galaic i el lusità eren una mateixa llengua (no llengües separades) de la variant celta "P".
Tot i que la cronologia, les migracions i la difusió dels pobles hispànics indoeuropeus no són del tot clares, s'ha argumentat que hi ha un cas per assumir un dialecte celta compartit per a l'antic Portugal i Galícia-Astúries. Les similituds lingüístiques entre aquests indoeuropeus ibèrics occidentals, els celtibers, els gals i els pobles celtes de Gran Bretanya indiquen una filiació en el vocabulari i l'estructura lingüística.
A més, estudiosos com Koch diuen que no hi ha cap exemple inequívoc dels reflexos de les sonorants sil·làbiques indoeuropees *l̥, *r̥, *m̥, *n̥ i les consonants aspirades sonores *bʱ, *dʱ, *ɡʱ. A més, els noms de les inscripcions es poden llegir com a indubtablement celtes, com AMBTVS, CAELOBRIGOI i VENDICVS. Dagmar Wodtko argumenta que és difícil d'identificar noms personals o de lloc lusitans que en realitat no són celtes. Aquests arguments contradiuen la hipòtesi que la p- a PORCOM només exclou el lusità del grup cèltic de llengües preromanes d'Europa i que es pot classificar com un dialecte celta però que conservava l'indoeuropeu *p (o possiblement un ja debilitat fonèticament [ɸ], escrit P com un arcaisme). Això es basa principalment en nombrosos noms de llocs, deïtats i personals celtes.
El lusità possiblement mostra /p/</link> de l'indoeuropeu *kʷ en PVMPI, PVPPID pronominal de *kʷodkʷid, i PETRANIOI derivat de *kʷetwor- 'quatre', però aquesta és una característica que es troba en moltes llengües indoeuropees de diverses branques (incloent-hi P -Celta / gal, osco-úmbric, i parcialment en germànic on posteriorment va evolucionar cap a /f/, però descarta el celtibèric), i per si mateix, no té cap relació amb la qüestió de si el lusità és celta. Bua Carballo suggereix que els aparellaments en diferents inscripcions com Proeneiaeco i Proinei versus Broeneiae, i Lapoena versus Laboena, poden posar en dubte la presència d'un so P en lusità.

### Teoria paracelta
Alguns estudiosos han proposat que pot ser una llengua para-celta, que va evolucionar al costat del celta o va formar un continuum dialectal o sprachbund amb el tartessià i el galaic. Això està lligat a una teoria d'origen ibèric per a les llengües celtes. També és possible que només les llengües celtes Q, inclòs el goidèlic, s'originin a l'oest de la península ibèrica (una teoria que va ser presentada per primera vegada per l'historiador gal·lès Edward Lhuyd el 1707) o compartissin un avantpassat lingüístic comú amb el lusità.

### Teoria no celta

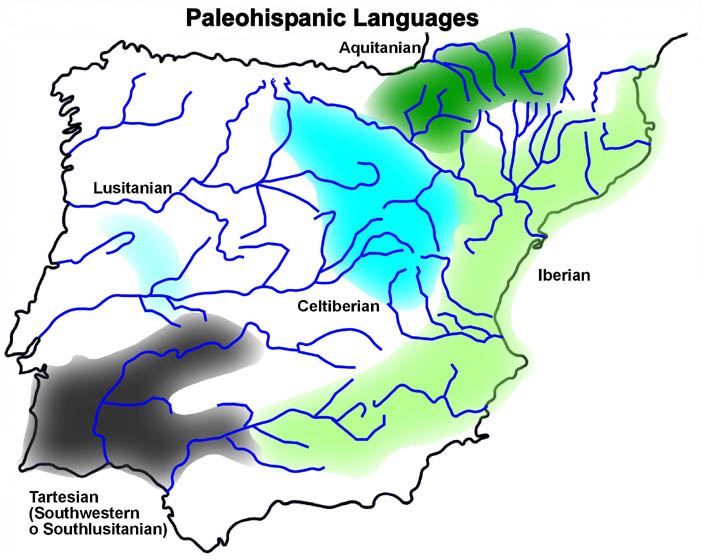

En general, els filòlegs consideren el lusità com una llengua indoeuropea, però no pas celta.
Krzysztof (1999) és molt crític amb les correspondències de noms del lusità i el celta d'Anderson (1985) i Untermann (1987), descrivint-les com a "improductives" i està d'acord amb Karl Horst Schmidt que no són una prova suficient d'una relació genètica perquè podria haver vingut del contacte lingüístic [amb el celta]. Conclou que el lusità és una llengua indoeuropea, probablement d'una branca occidental però no celta, ja que es diferencia de les altres per alguns fenòmens fonològics, per exemple, en lusità es conserva *p indoeuropeu però es canvia *d indoeuropeu a r; el protocelta, per contra, conserva *d indoeuropeu i perd *p.
Villar i Pedrero (2001) proposen una connexió entre el lusità i el lígur antic contemporani, que es parlava sobretot al nord-oest d'Itàlia, entre els sprachraums gals i etruscs). Hi ha dues grans llacunes no resoltes en aquesta hipòtesi. En primer lloc, el lígur segueix sense classificar-se i se sol considerar o bé celta, o "paracelta", la qual cosa no resol la qüestió de les diferències entre el lusità i les llengües celtes canòniques (incloent el celtibèric). En segon lloc, la hipòtesi es basa en part en elements gramaticals compartits, paral·lelismes en teònims i possibles lexemes afins, entre el lusità i les terceres llengües que no tenen connexió coneguda amb el lígur, com l'umbre, una llengua itàlica. (Villar i Pedrero informen de possibles cognats que inclouen, per exemple, el lusità comaim i l'umbre gomia). Per tant, és almenys tan probable que el lusità tingués una connexió més estreta amb les llengües itàliques (que no pas amb el lígur).
Jordán Colera (2007) no considera el lusità o, més àmpliament, el galaic i lusità, com un corpus celta, tot i que afirma que tenen alguns trets lingüístics celtes.
Segons Prósper (1999), el lusità no es pot considerar una llengua celta segons les definicions existents de celticitat lingüística perquè, juntament amb altres característiques no celtes, conserva l'indoeuropeu *p en posicions on les llengües celtes no ho farien, concretament a PORCOM/PORGOM 'porc'. Més recentment, Prósper (2021) ha confirmat les seves lectures anteriors d'inscripcions amb l'ajuda d'una inscripció recent descoberta a Plasència, mostrant clarament que els morfs de les terminacions del datiu i locatiu separen definitivament el lusità del cèltic i l'apropen a les llengües itàliques.
Prósper (1999) argumenta que el lusità és anterior a l'arribada del celta a la península Ibèrica i assenyala que conserva elements de l'antic europeu, fent possible que els seus orígens siguin encara més antics. Això proporciona cert suport a les propostes de Mallory i Koch et al., que han postulat que els antics lusitans es van originar a partir de poblacions de parla protoitàlica o protocelta que es van estendre des d'Europa central a Europa occidental després de les noves migracions de la cultura iamna a la vall del Danubi, mentre que el protogermànic i el proto-balto-eslau poden haver-se desenvolupat a l'est de les muntanyes dels Carpats, a l'actual Ucraïna, movent-se cap al nord i estenent-se amb la cultura de la ceràmica cordada a l'Europa mitjana (tercer mil·lenni aC). Alternativament, una branca europea dels dialectes indoeuropeus, anomenada "indoeuropea del nord-oest" i associada amb la cultura del vas campaniforme, pot haver estat ancestral no només de l'itàlic i el cèltic, sinó també del germànic i baltoeslau.
Luján (2019) segueix una línia de pensament semblant però situa l'origen del lusità encara abans. Argumenta que l'evidència mostra que el lusità devia haver divergit dels altres dialectes indoeuropeus occidentals abans que s'hagués format el nucli del que després evolucionaria cap a les famílies de llengües itàliques i cèltiques. Això indica que el lusità és tan antic que és anterior als grups lingüístics celtes i itàlics. El contacte amb posteriors migracions celtes a la península Ibèrica probablement hagués portat a l'assimilació lingüística dels elements celtes que es troben a la llengua.

## Distribució geogràfica

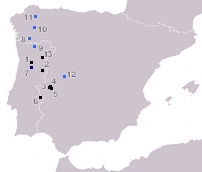
Distribució geogràfica de les inscripcions lusitanes conegudes (en negre). Les inscripcions del nord a Galícia, 10 i 11, són dedicatòries al déu Lug, i probablement són celtes.

S'han trobat inscripcions a Cabeço das Fráguas (a Guarda), a Moledo (Viseu), a Arroyo de la Luz (Càceres) i més recentment a Ribeira da Venda. Tenint en compte els teònims, antropònims i topònims lusitans, l'àmbit lusità inclouria el nord de Portugal modern i les zones adjacents al sud de Galícia, amb el centre a la Serra da Estrela.
Les inscripcions més famoses són les de Cabeço das Fráguas i Lamas de Moledo a Portugal i Arroyo de la Luz a Espanya. La de Ribeira da Venda és la més recent (2008).
Es diu que una inscripció votiva bilingüe lusità-llatí testimonia l'antic nom de la ciutat portuguesa de Viseu: Vissaîegobor.

## Sistema d'escriptura
Totes les inscripcions conegudes estan escrites en l'alfabet llatí, que va ser manllevat pels lusitans bilingües per escriure lusità ja que el lusità no tenia un sistema d'escriptura propi. És difícil determinar si les lletres tenen una pronunciació diferent dels valors llatins, però les alternances freqüents de c amb g (porcom vs. porgom) i t amb d (ifadem vs. ifate), i la pèrdua freqüent de g entre vocals, apunten a una pronunciació lenitzada en comparació amb el llatí. En particular, entre vocals i després de r, b pot haver representat el so /β/, i corresponentment g es va escriure per /ɣ/, i d per /ð/.

## Inscripcions

Principals àrees lingüístiques a Ibèria c. 300 aC

Lamas de Moledo:
| « | RUFUS ET TIRO SCRIP SERUNT VEAMINICORI DOENTI ANGOM LAMATICOM CROUCEAI MAGA REAICOI PETRANIOI R[?] ADOM PORGOMIOUEA [or...IOUEAI] CAELOBRIGOI | » |

Cabeço das Fráguas:
| « | OILAM TREBOPALA INDO PORCOM LAEBO COMAIAM ICONA LOIM INNA OILAM USSEAM TREBARUNE INDI TAUROM IFADEM REUE... | » |

Traducció:
| « | Un be [xai?] per Trebopala i un porc per Laebo, [un be] de la mateixa edat per Iccona Loiminna, i un d'un any per Trebaruna i un brau fèrtil... per Reve... | » |

Arroyo de la Luz (I i II):
| « | AMBATVS SCRIPSI CARLAE PRAISOM SECIAS ERBA MVITIE AS ARIMO PRAESO NDO SINGEIETO INI AVA INDI VEA VN INDI VEDAGA ROM TEVCAECOM INDI NVRIM INDI VDEVEC RVRSENCO AMPILVA INDI LOEMINA INDI ENV PETANIM INDI AR IMOM SINTAMO M INDI TEVCOM SINTAMO | » |

Arroyo de la Luz (III):
| « | ISACCID·RVETI · PVPPID·CARLAE·EN ETOM·INDI·NA.[ ....]CE·IOM· M· | » |

Ribeira da Venda:
| « | [- - - - - -] AM•OILAM•ERBAM [---] HARASE•OILA•X•BROENEIAE•H[------] [....]OILA•X•REVE AHARACVI•TAV[---] IFATE•X•BANDI HARACVI AV[---] MVNITIE CARIA CANTIBIDONE•[-- APINVS•VENDICVS•ERIACAINV[S] OVGVI[-]ANI ICCINVI•PANDITI•ATTEDIA•M•TR PVMPI•CANTI•AILATIO | » |

PVMPI•CANTI•AILATIO